# Straalinjector

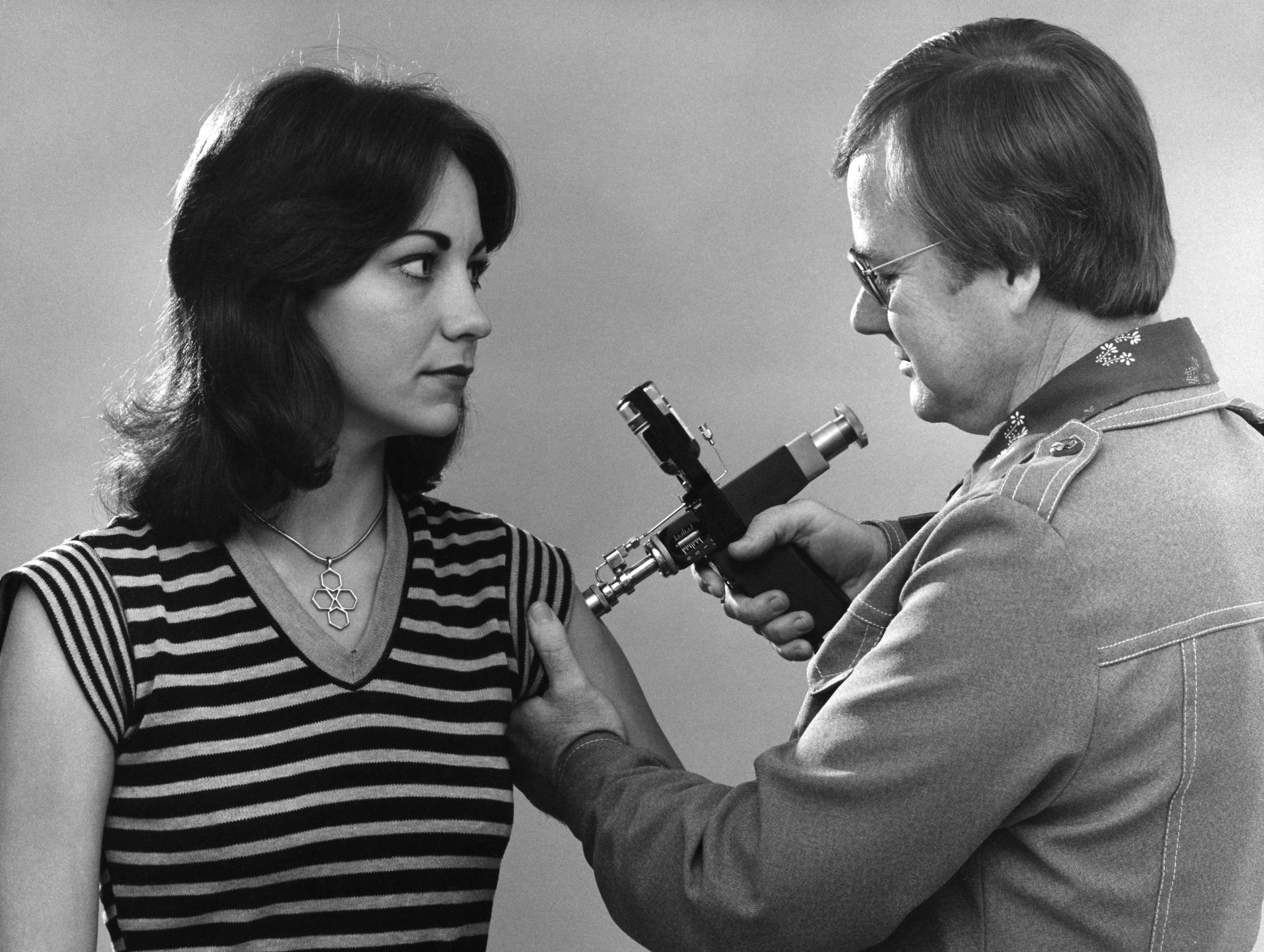
Een straalinjector die wordt gebruikt bij massale vaccinaties, zoals de uitbraak van varkensgriep 1976 in de Verenigde Staten.

Een straalinjector of jet injector is een soort medisch injectieapparaat dat wordt gebruikt om medicijnen toe te dienen zonder het gebruik van naalden. Hierbij wordt met een smalle, hogedrukstraal vloeistof uitgespoten, die door zijn snelheid de buitenste laag van de huid binnendringt om de medicatie af te geven aan de onderliggende weefsels.

## Beschrijving
De straalstroom wordt gewoonlijk tot stand gebracht door de druk van een zuiger in een afgesloten en met vloeistof gevulde holte. De zuiger wordt gewoonlijk voortgeduwd door het loslaten van een samengedrukte metalen veer, hoewel er ook onderzoek wordt gedaan naar piëzo-elektrische effecten en andere nieuwe technologieën om de vloeistof in de kamer onder druk te zetten. De veren van kunnen worden samengedrukt door spierkracht van de toediener, hydraulische vloeistof, elektrische motoren, perslucht of andere middelen.
Straalinjectoren werden gebruikt voor massale vaccinatie en als alternatief voor diabetici om insuline te injecteren. De Wereldgezondheidsorganisatie beveelt straalinjectoren echter niet langer aan voor vaccinatie, vanwege het risico op overdracht van ziekten tussen patiënten. Microscopisch opspattende bloeddeeltjes, weefselcellen en ziekteverwekkers kunnen op de straalinjector terecht komen en een volgende patiënt infecteren.